# Beverly Crusher

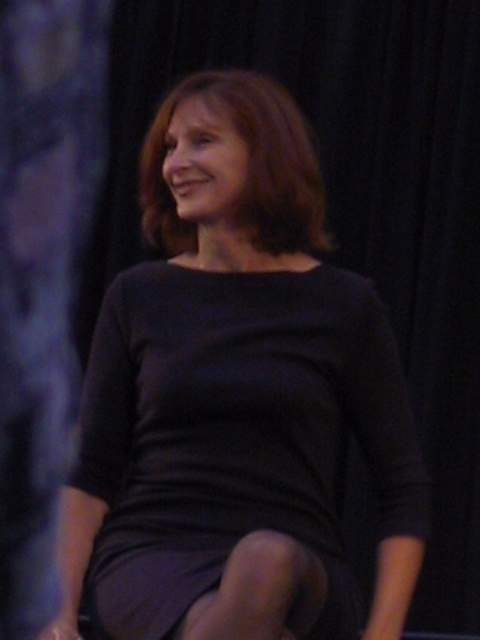
McFadden in 2006

Beverly Crusher is een personage uit de televisieserie Star Trek: The Next Generation. Dr. Beverly Crusher werd gespeeld door Gates McFadden.

## Beverly Crusher
Beverly Crusher zal geboren worden als Beverly Howard in 2324. Ze zal aan haar toekomstig echtgenoot Jack Crusher worden voorgesteld door hun beider vriend, Walker Keel. Ze zullen trouwen in 2348 en één zoon krijgen: Wesley Crusher, in 2349. In 2350 zal ze afstuderen aan de medische school. Daarna zal ze een tijdje met haar grootmoeder Felicia Howard werken op de Arvada III kolonie. Haar oma zal haar veel leren over de 'oude' geneeswijzen, over kruiden en hun werking. In 2352 zal ze werken onder dr. Dalen Quaice op Delos IV. Nadat in 2354 haar man zal omkomen, zal ze besluiten te gaan werken bij Starfleet. In 2364 wordt ze dan hoofd van de medische dienst aan boord van de USS Enterprise NCC-1701D onder leiding van Jean-Luc Picard. Een jaar later zal ze weer vertrekken om leiding te gaan geven aan Starfleet Medical, de centrale medische dienst van Starfleet. In 2366 keert ze toch weer terug naar de Enterprise.